# Chicocenebra gubbi
Chicocenebra gubbi là một loài ốc biển, là động vật thân mềm chân bụng sống ở biển thuộc họ Muricidae, họ ốc gai.

## Miêu tả
Kích thước vỏ ốc trong khoảng 24 mm và 60 mm

## Phân bố
Loài này phân bố ở Đại Tây Dương dọc theo Angola và Senegal.